# Kitauchi Kosei
Kosei Kitauchi (sinh ngày 25 tháng 4 năm 1974) là một cầu thủ bóng đá người Nhật Bản.

## Sự nghiệp câu lạc bộ
Kosei Kitauchi đã từng chơi cho Sagan Tosu.